# Roshni Nadar
Pour les articles homonymes, voir Nadar (homonymie).
Roshni Nadar Malhotra, née en 1982, est une philanthrope et femme d'affaires indienne, présidente et directrice générale (CEO) de l'entreprise HCL Technologies Limited.

## Jeunesse et carrière
Roshni Nadar grandit à Delhi, étudie à la Vasant Valley School de New Delhi et sort diplômée de l'université Northwestern avec une spécialisation en communication audiovisuelle.
Elle est également titulaire d'un master en administration des affaires de la Kellogg School of Management, axée sur la gestion et la stratégie des entreprises sociales. Elle travaille dans diverses sociétés en tant que productrice, avant de rejoindre HCL Technologies Limited fondé par son père, Shiv Nadar. Un an après son arrivée, elle a été nommée directrice générale-présidente du groupe HCL Corporation.
Avant d'occuper ce poste, Roshni Nadar avait été administratrice de la Fondation Shiv Nadar, administrée par le Sri Sivasubramaniya Nadar College of Engineering, situé à Chennai.
Roshni Nadar est aussi présidente de la Vidya Gyan Leadership Academy, une académie de leadership pour les personnes défavorisées.

## Vie privée
Roshni Nadar est une musicienne de musique classique indienne reconnue.
En 2010, elle se marie à Shikhar Malhotra, vice-président de HCL Healthcare, avec qui elle a deux fils, Armaan (né en 2013) et Jahaan (né en 2017).

## Distinctions
En 2014, Roshni Nadar est élue jeune philanthrope de l'année par la chaîne NDTV.
Vogue India la choisit en 2017 comme la philanthrope de l'année.
En 2018, elle est classée 51e dans la liste des 100 femmes les plus puissantes du monde publiée par le magazine américain Forbes.
Horasis désigne Roshni Nadar chef d'entreprise indienne de l'année 2019.